# Hada clausa
Hada clausa är en fjärilsart som beskrevs av Barend J. Lempke 1964. Hada clausa ingår i släktet Hada och familjen nattflyn. Inga underarter finns listade i Catalogue of Life.